# Międzynarodowy Festiwal Filmowy Ars Independent Katowice
Ars Independent Festival (dawniej MFF Ars Independent) – międzynarodowy festiwal filmu, animacji, wideoklipu i gier wideo, poświęcony współczesnej, szeroko pojętej kulturze audiowizualnej, odbywający się od 2011 w Katowicach. Wydarzenie organizowane jest przez instytucję Katowice Miasto Ogrodów.

## Idea festiwalu
Ars Independent to interdyscyplinarny festiwal prezentujący różne media kultury audiowizualnej (film, animację, wideoklip, gry wideo, muzykę, nowe technologie). Podstawę programową festiwalu stanowią cztery międzynarodowe konkursy: Czarny Koń Filmu (fabularne i dokumentalne filmy pełnometrażowe), Czarny Koń Animacji (animowane filmy krótkometrażowe), w ramach których premierowo prezentowane są debiuty oraz filmy drugie reżyserów z całego świata, a także Czarny Koń Wideoklipu (nowe wideoklipy) oraz Czarny Koń Gier Wideo (nowe gry wideo).
Ponadto program co roku uzupełniają pokazy filmów i animacji, wystawy gier wideo i prezentacje nowych technologii, multimedialne sekcje tematyczne, panele dyskusyjne i spotkania z twórcami, koncerty i imprezy taneczne.

## Ars Independent 2011
Pierwsza edycja festiwalu odbywała się w Katowicach w roku 2011 w dniach 14-19 czerwca.
Program
- Konkurs Główny
- Konkurs filmów amatorskich kilOFF
- Retrospektywa Dżafar Panahiego
- Retrospektywa Lecha Majewskiego
- Panorama
- Middle East Spectrum
- Transgresje
- Focus on: KAN

Goście
Podczas Festiwalu do Katowic przyjechało blisko 40 gości z Polski i zagranicy m.in. Béla Tarr, Tobias E. Morgan, Katayoon Shahabi, Saskia Vischer, Pablo Martin Torrado, Tito Canada, Emre Gunes, Kaushik Mukherjee (Q), Neel Adhikari, Molnar Levente, Paweł Wojtasik, Piotr Kardas, Maciej Nowicki oraz Maciej Gil.
Werdykt
Konkurs Główny: Jury konkursu głównego w składzie: Francisco Javier Nunez Fernandez (Hiszpania), Roland Gugganig (Austria), Anita Skwara (Polska) podjęło decyzje o przyznaniu Śląskiej Nagrody Filmowej o wartości 20 tys. zł Sergio Caballero za film „Finisterrae” (Hiszpania, 2010).
Konkurs kilOFF: Jury konkursu kilOFF w składzie: Arkadiusz Jakubik (Polska), Bodo Kox (Polska), Tobias Greslehner (Austria) za najlepszy film sekcji uznało film „Getto Gospel” w reżyserii Jakuba Radeja. Wyróżnienie otrzymała Małgorzata Goliszewska za film „Ubierz mnie”.

## Ars Independent 2012
Druga edycja miała miejsce w Katowicach w dniach 21-30 września 2012 r.
Program
- Konkurs Główny
- Konkurs Animacji
- Middle East: Izrael
- Retrospektywa Niny Menkes
- Retrospektywa Thijsa Glogera
- Retrospektywa Phila Mulloya
- Retrospektywa Tatu Pohjavirty
- 65-lecie Polskiej Animacji
- Przed Debiutem
- Animacje Dla Dzieci
- Cine//B Chile
- Palimation
- Bulbanimation
- Panorama

Goście
W trakcie trwania drugiej edycji Festiwalu Katowice odwiedzili m.in.: Nina Menkes, Sergej Stanojkovski, Tatu Pohjavirta, Phil Mulloy, Neeme Kari, Violetta Vajda, Algirdas Ramasaka, Bruno Chatelin, Anna Sienkiewicz-Rogowska, Jerzy Armata oraz Maciej Gil.
Werdykt
Konkurs Główny: Jury w składzie Nina Menkes (USA), Maciej Gil (Polska) i Sergej Stanojkovski (Chorwacja) nagrodziło statuetką Czarnego Konia film Sebastiena Pilote'a „Sprzedawca” (Kanada, 2011).
Konkurs Animacji: Jury w składzie Jerzy Armata (Polska), Tatu Pohjavirta (Finlandia) i Phil Mulloy (Wielka Brytania) przyznało nagrodę Czarnego Konia Animacji Pawłowi Dębskiemu, autorowi filmu „Drwal” (Polska, 2011).

## Ars Independent 2013
Trzecia edycja festiwalu odbyła się w Katowicach w dniach 20-29 września 2013 r.
Program
- Konkurs Czarny Koń Filmu
- Konkurs Czarny Koń Animacji
- Retrospektywa: Laila Pakalniņa
- Retrospektywa: Lior Shamriz
- Japan Independent
- Głośniej
- Dokumenty o Twórcach
- Panorama 1,2,3
- Grasz?
- Lomo Cinema
- Animacja: Czechy od roku 0
- Animacja: Nowa fala czeskiej animacji

Goście
W trakcie trwania trzeciej edycji Festiwalu Katowice odwiedzili m.in.: Laila Pakalniņa, Lior Shamriz, Takushi Tsubokawa, Katsuya Tomita, Terutaro Osanai, Mateusz Banasiuk, Piotr Dumała, Piotr Czerkawski, Łukasz Maciejewski, Marcin Dymiter, Magdalena Felis, Anna Wróblewska, Paweł Schreiber, Andrzej Pitrus oraz Michał Ostrowicki.
Werdykt
Konkurs Główny: Jury w składzie Lior Shamriz (Izrael), Laila Pakalniņa (Łotwa) i Magdalena Felis (Polska), nagrodziło statuetką Czarnego Konia Kamala K.M. za film „I.D.” (Indie, 2012).
Konkurs Animacji: Jury w składzie Wiktoria Pelzer (Austria), Piotr Dumała (Polska), Liga Miezite Jensen (Dania), przyznało nagrodę Czarnego Konia Animacji Robbe Verveake za film „Norman” (Belgia, 2012).

## Ars Independent 2014
Czwarta edycja festiwalu odbyła się w Katowicach w dniach 23-28 września 2014 r.
Program
- Konkurs Czarny Koń Filmu
- Konkurs Czarny Koń Animacji
- Przegląd: Bruce LaBruce
- Przegląd: Mariola Brillowska
- Out of Competition
- Głośniej
- Grasz?
- Sydney Shorts

Goście
W trakcie czwartej edycji Festiwalu Katowice odwiedzili m.in. Bruce LaBruce, Mariola Brillowska, Yann Gonzalez, Anna Nacher, Agnieszka Kowalewska-Skowron, Martin Kočiško, Joanna Drozda, Sonja Prosenc, Damien Manivel, Marzena Falkowska, Maria B. Garda, Olaf Szewczyk oraz Mikołaj Kamiński „Sos Sosowski”.
Werdykt
Konkurs Główny: Jury w składzie Bruce LaBruce (Kanada), Yann Gonzalez (Hiszpania) i Anna Nacher (Polska), nagrodziło statuetką Czarnego Konia Annę i Wilhelma Sasnalów za film „Huba” (Polska, 2014).
Konkurs Animacji: Jury w składzie Mariola Brillowska (Niemcy), Martin Kočiško (Słowacja), Agnieszka Kowalewska-Skowron (Polska), nagrodziło statuetką Czarnego Konia Animacji Tomasza Popakula za film „Ziegenort” (Polska, 2013).

## Ars Independent 2015
Piąta edycja festiwalu odbyła się w Katowicach w dniach 22-27 września 2015 r.
Program
- Konkurs Czarny Koń Filmu
- Konkurs Czarny Koń Animacji
- Konkurs Czarny Koń Gier Wideo
- Przegląd: Łukasz Barczyk
- Przegląd: Amélie van Elmbt
- Przegląd: Robbe Vervaeke
- Przegląd: Paweł Dębski
- Przegląd: Jakub Dvorský
- Out of Competition
- Głośniej
- Grasz?
- Obok
- Scena muzyczna
- Wydarzenia towarzyszące

Goście
W trakcie piątej edycji Festiwalu Katowice odwiedzili m.in. Łukasz Barczyk, Amélie van Elmbt, Łukasz Maciejewski, Anna Ida Orosz, Paweł Dębski, Ewa Borysewicz, Jakub Dvorský, Magdalena Cielecka, Marzena Falkowska, Ivan Ikić oraz Tami Tamaki.
Werdykt
Konkurs Czarny Koń: Jury w składzie Łukasz Barczyk (Polska), Amélie van Elmbt (Belgia), Łukasz Maciejewski (Polska), nagrodziło statuetką Czarnego Konia Nima Javidiego za film „Melbourne” (Iran, 2014).
Konkurs Czarny Koń Animacji: Jury w składzie Anna Ida Orosz (Węgry), Paweł Dębski (Polska), Ewa Borysewicz (Polska), nagrodziło statuetką Czarnego Konia Animacji Marcina Podolca za film „Dokument” (Polska, 2015).
Konkurs Czarny Koń Gier Wideo: Jury w składzie Jakub Dvorský (Czechy), Magdalena Cielecka (Polska), Marzena Falkowska (Polska), nagrodziło statuetką Czarnego Konia Gier Wideo Michaela Freia oraz Mario von Rickenbacha za grę „Plug & Play” (Szwajcaria 2015).

## Ars Independent 2016
Szósta edycja festiwalu odbyła się w Katowicach w dniach 27 września – 2 października 2016 r.
Program
- Konkurs Czarny Koń Filmu
- Konkurs Czarny Koń Animacji
- Konkurs Czarny Koń Gier Wideo
- Konkurs Czarny Koń Wideoklipu
- Sekcja {Film}
- Sekcja {Animacja}
- Sekcja {Gry Wideo}
- Sekcja {Wideoklip}
- Miasto Muzyki
- Groza
- Scena muzyczna

Goście
W trakcie szóstej edycji Festiwalu Katowice odwiedzili m.in. Stephen Gilarde (M.O.O.N.), Szczepan Twardoch, Joanna Szumacher, Paweł Cieślak, Joaquin del Paso, Eliška Děcka, Daniel Sterlin-Altman, Rafał Samborski, Alexander Gratzer, Marta Magnuska, Sylwia Rosak oraz Piotr Domalewski.
Werdykt
Po raz pierwszy w historii festiwalu zrezygnowano z tradycyjnej instytucji eksperckiego jury. Nagrody w czterech festiwalowych konkursach przyznała publiczność.
Konkurs Czarny Koń: Johnny Ma za film „Old Stone” (Chiny, Kanada, 2016).
Konkurs Czarny Koń Animacji: Réka Bucsi za animację „Miłość” (Francja, Węgry 2016).
Konkurs Czarny Koń Gier Wideo: Ben Kane, Brian Fetter i Allen Pestaluki ze studia Steel Crate Games za grę „Keep Talking and Nobody Explodes” (Kanada 2015).
Konkurs Czarny Koń Wideoklipu: Isaac Gale za teledysk „Wedding” (USA 2016) grupy Poliça.

## Ars Independent 2017
Szósta edycja festiwalu odbyła się w Katowicach w dniach 26 września – 1 października 2017 r.
Program
- Konkurs Czarny Koń Filmu
- Konkurs Czarny Koń Animacji
- Konkurs Czarny Koń Gier Wideo
- Konkurs Czarny Koń Wideoklipu
- Sekcja {Film}
- Sekcja {Animacja}
- Sekcja {Gry Wideo}
- Sekcja {Wideoklip}
- Miasto Muzyki
- Przegląd: Jerzy Kawalerowicz
- Retro Japan
- Wydarzenia Specjalne

Goście
W trakcie siódmej edycji Festiwalu Katowice odwiedzili m.in. Wiktor Stribog, Leszek Gnoiński, Maciej Ostatek, Jakub Kosma, Abed Abest, Pierrick Vautier, Karolina Głusiec oraz Panos Rriska.
Werdykt
Nagrody w czterech festiwalowych konkursach przyznała publiczność.
Konkurs Czarny Koń: Morgan Simon za „Posmak tuszu” (Francja 2016).
Konkurs Czarny Koń Animacji: Steffen Bang Lindholm za „Pierwiastek ludzki” (Dania 2017).
Konkurs Czarny Koń Gier Wideo: Playdead za „Inside” (Dania 2016).
Konkurs Czarny Koń Wideoklipu: Alexandre Courtes za teledysk „Go Up” (USA 2017) grupy Cassius ft. Cat Power & Pharrell Williams.

## Ars Independent 2018
Ósma edycja festiwalu odbyła się w Katowicach w dniach 25 – 30 września 2018 r.
Program
- Konkurs Czarny Koń Filmu
- Konkurs Czarny Koń Animacji
- Konkurs Czarny Koń Gier Wideo
- Konkurs Czarny Koń Wideoklipu
- Sekcja {Film}
- Sekcja {Animacja}
- Sekcja {Gry Wideo}
- Sekcja {Wideoklip}
- Miasto Muzyki
- Przegląd: Piotr Szulkin
- VRoom!
- Scena Muzyczna

Goście
W trakcie ósmej edycji Festiwalu Katowice odwiedzili m.in. Władysław Komendarek, Michał Wiraszko, Artur Jędrzejak, Tudor Reu, Thomas Sali, Hanna Oleś, Konrad Ożgo, Aleksandra Filipowicz, Paweł Orwat, Jan Maksimowicz oraz Arkady Gotesman.
Werdykt
Nagrody w czterech festiwalowych konkursach przyznała publiczność.
Konkurs Czarny Koń: Iona Uricaru za „Lemoniadę” (Rumunia, Szwecja, Kanada, Niemcy 2018).
Konkurs Czarny Koń Animacji: Claudia Cortés Espejo, Lora D’Addazio i Mathilde Remy za „Narracja” (Belgia 2018).
Konkurs Czarny Koń Gier Wideo: 11 bit studios za „Frostpunk” (Polska 2018).
Konkurs Czarny Koń Wideoklipu: Zuzanna Plisz za teledysk „Troskliwy” (Polska 2018) zespołu Drekoty.

## Ars Independent 2019
Dziewiąta edycja festiwalu odbyła się w Katowicach w dniach 24–29 września 2019 r. pod hasłem: #Unsubscribe.
Program
W programie zobaczyć można było: 138 filmów, animacji, wideoklipów, krótko- i długometrażowych (w tym 28 polskich premier oraz w sumie 2180 minut materiału wideo), ponadto 38 gry wideo i 10 wydarzeń na styku różnych mediów.
Goście
W trakcie dziewiątej edycji Festiwalu Katowice odwiedzili m.in.: Tomasz Armada, Jakub Dylewski, Anna Belenkiy, Aleksandra Żyłkowska, Samuel Baron (Pies Pochodny), Wiktor Stribog czy Wayne McCauslin.
Werdykt
Nagrody w czterech festiwalowych konkursach przyznała publiczność.
Konkurs Czarny Koń Filmu: Yann Gonzalez za „Nóż + serce” (Francja 2018).
Konkurs Czarny Koń Animacji: Weronika Szyma za „Bies i kat” (Polska 2018).
Konkurs Czarny Koń Wideoklipu: Ninian Doff za „We've got to try” (Wielka Brytania 2019) zespołu The Chemical Brothers.
Konkurs Czarny Koń Gier Wideo: Hempuli Oy za „Baba Is You” (Finlandia 2019).

## Ars Independent 2020
Dziesiąta edycja festiwalu odbyła się w Katowicach w dniach 24 – 26 września 2020 r. pod hasłem: #YouArsIndependent. 
Program
Z uwagi na organizację festiwalu w trakcie pandemii, został on zrealizowany w całości on-line za pośrednictwem witryny internetowej oraz platform streamingowych. Ze względu na nową formułę zrezygnowano z organizacji konkursów Czarnego Konia. W programie znalazły się takie pozycje, jak: spotkania i dyskusje tematyczne (“Jak grać w gry”, “Dyskusja o kulturalnej infomasie”, specjalne playlisty w serwisie YouTube (“Playlista nowych animacji arsowych twórców”, “Playlista na YouTube z ulubionymi klipami ulubionych muzyków”), showcase gier niezależnych, czy internetowy seans filmu “Liquid Sky”.
Goście
W internetową edycję festiwalu zaangażowano takich twórców, moderatorów oraz studia gier, jak m.in.: Keywords Studios, Quality Assurance, Player Support, Piotr Dumał, Thomas Renoldner, Soetkin Verstegen, Betina Bożek, Michał Paduch, Don Hertzfeldt, Jacek Wandzel, Daniel Netzel, Jonathan Burdett, BluShades, Martyna Markowska, Adrian Chorębała, Anna Szrama, Piotr Zawojski, Borys LBD, Baasch, Kamil Mówiński, Vulpesoft, Martyna Grzybek, Bartosz Seifert, Aneta Sieniawska, Łukasz Kufa, Justyna Urbanek, Michał Menkarski, Jakub Dolny, Holy Pangolin, Magdalena Cielecka.

## Ars Independent 2021
W roku 2021 festiwal przyjął formę jednodniowych wydarzeń organizowanych w kilkumiesięcznych interwałach. Podobnie jak w roku 2020, nie zdecydowano o uruchomieniu konkursów Czarnego Konia. 

### Letnia odsłona
Letnia odsłona festiwalu odbyła się w Katowicach w dniach 25–26 czerwca 2021 roku pod hasłem #Cronenberg. 
Program
Program koncentrował się na dorobku Davida Cronenberga, znanego mistrza "body horroru": zorganizowano przegląd filmów reżysera oraz spotkanie dyskusyjne.
Goście
W spotkaniu dyskusyjnym brali udział m.in. Agnieszka Karpiel, współkoordynatorka Klubu Filmowego Ambasada oraz Przemysław Mateusz Sołtysik, dyrektor Ars Independent Festival. 

### Jesienna odsłona
Jesienna odsłona festiwalu odbyła się w Katowicach dniu 24 września 2021 roku pod hasłem "Wrażenia słuchowe". 
Program
Pod hasłem “Wrażenia słuchowe” zorganizowano wydarzenie łączące projekcję filmu “Sisters with Transistors” (reż. Lisa Rovner, 2021) oraz koncert szwedzkiej artystki Marii W. Horn. We współpracy z Radiem Klang zorganizowano trzy mikro-audycje festiwalowe przygotowane przez Antoninę Nowacką, Etę Hox oraz Teoniki Rożynek. 
Gościnie
Festiwal gościł Marię W. Horn oraz Lisę Rovner. 

### Zimowa odsłona
Zimowa odsłona festiwalu odbyła się w Katowicach w dniach 11–12 grudnia 2021 roku pod hasłem: "Porozmawiajmy o potworach".
Program
Pod hasłem “Porozmawiajmy o potworach” zorganizowano tematyczne projekcje filmów oraz spotkania dyskusyjne wokół, jak piszą organizatorzy “lat 50. i zwariowanych światów „monster movies” - mieszanki kina katastroficznego, horroru i sci-fi, pełnych absurdu i kiczu spod znaku kina klasy B”. W programie znalazły się: 
Goście
Paweł Trzepizur (twórca “Krypty Absurdu”) oraz kolektyw VHS Hell. 

## Ars Independent 2022
W roku 2022 festiwal ponownie przyjął formę jednodniowych wydarzeń organizowanych w kilkumiesięcznych interwałach. W ramach zimowej edycji powrócił konkurs Czarnego Konia Animacji.

### Wiosenna odsłona
Wiosenna odsłona festiwalu odbyła się w Katowicach w dniu 24 marca 2022 roku pod hasłem “Film i kolacja”.
Program
Pod hasłem “Film i kolacja” zorganizowano pokaz filmu “Pulp Fiction” w reżyserii Quentina Tarantino w połączeniu z kolacją inspirowaną filmem. 

### Letnia odsłona
Letnia odsłona festiwalu odbyła się w Katowicach w dniu 25 czerwca 2022 roku.
Program
W ramach letniej odsłony Ars Independent 2022 zorganizowano potrójny, symultaniczny koncert perkusyjny w katowickim Parku Kościuszki. Artyści dźwiękowi grali w: kościele Michała Archanioła, przy plenerowej rzeźbie trzech kobiet, oraz przy pomniku Tadeusza Kościuszki. 
Goście
Krzysztof Topolski, Piętnastka, Adam Gołębiewski

### Jesienna odsłona
Jesienna odsłona festiwalu odbyła się w Katowicach w dniu 24 września 2022 roku. 
Program
Jesienna odsłona festiwalu Ars Independent 2022 skupiona była na instalacji świetlnej Ksawerego Kirklewskiego oraz organizacji filmowego spaceru pt. “A Wall is a Screen”. 
Instalacja świetlna: aktywna w dniach 24.09-01.10.2022 na dworcu PKP w Katowicach przedstawiała rozkład jazdy przemieniany w generatywne obrazy. 
Filmowy spacer: projekt, realizowany w ramach jubileuszu 50-lecia Deutsch-Polnische Gesellschaft Hamburg, koncentrował się na wyświetlaniu wybranych filmów krótkometrażowych z Niemiec na ścianach i fasadach budynków znajdujących się w centrum Katowic. 

### Zimowa odsłona
Zimowa odsłona festiwalu odbyła się w Katowicach w dniach 9–10 grudnia 2022 roku. 
Program
W programie znalazł się przegląd konkursowy Czarnego Konia Animacji, koncert zespołu T’ien Lai oraz przegląd animacji we współpracy z Estonian Academy of Arts. Ze średnią głosów 3,96 konkurs wygrała animacja Ido Shapira i Amita Cohen pt. "Your bad animals" (ISR, 2022).  
Goście
Hleb Kuftseryn z Estonian Academy of Arts, T’ien Lai.

## Ars Independent 2023
W roku 2023 festiwal po raz kolejny przyjął formę jednodniowych wydarzeń organizowanych w kilkumiesięcznych interwałach. Na festiwal powróciły konkursy Czarnego Konia Wideoklipu oraz Czarnego Konia Animacji.

### Wiosenna odsłona
Wiosenna odsłona festiwalu odbyła się w Katowicach w dniu 22 marca 2023 roku pod hasłem “Film i kolacja”.
Program
W programie znalazł się seans filmu “Mięso” (reż. Julia Ducournau) w połączeniu z kolacją wegańską. Projekcja została wzbogacona o prelekcję filmoznawczyni Patrycji Muchy. 
Gościnie
Patrycja Mucha. 

### Letnia odsłona
Letnia odsłona festiwalu odbyła się w Katowicach w dniu 25 czerwca 2023 roku pod hasłem “Plac zabaw dźwiękowych”. 
Program
W ramach wydarzenia zorganizowano koncert plenerowy na terenie Rodzinnego Ogrodu Działkowy “Jedność” w Katowicach. 
Goście
GAŁGAŁ, biøs, Laure Boer, IFS - występujące osoby artystyczne. 

### Jesienna odsłona
Jesienna odsłona festiwalu odbyła się w Katowicach w dniu 21 września 2023 roku.
Program
W ramach jesiennej edycji festiwalu zorganizowano konkurs Czarny Koń Wideoklipu: pokaz 2 setów konkursowych wideoklipów. Ze średnią głosów 4,03 konkurs wygrał wideoklip do utworu “Madly” do muzyki The Blaze. 

### Zimowa odsłona
Zimowa odsłona festiwalu odbyła się w Katowicach w dniu 9 grudnia 2023 roku. 
Program
W ramach zimowej edycji festiwalu zorganizowano konkurs Czarny Koń Animacji: pokaz 2 setów nominowanych animacji. Po pokazie odbył się pokaz z muzyką na żywo w podziemiach gmachu Katowice Miasto Ogrodów: Legowelt - Ambient Trip Commander. Ze średnią głosów 4,25 konkurs wygrała animacja Karoliny Gołębiewskiej pt. "About the beginnings" (PL, 2023).  
Goście
Legowelt – holenderski muzyk, producent i twórca filmu animowanego "Ambient Trip Commander".

## Ars Independent 2024
Czternasta odsłona festiwalu odbyła się w Katowicach w dniach 8-13 października 2024 roku. Po raz pierwszy od roku 2019 festiwal wrócił do kin studyjnych instytucji filmowej Silesia Film, która została zarazem oficjalnym współorganizatorem wydarzenia. Wznowione zostały też wszystkie cztery konkursy Czarnego Konia: filmu, animacji, wideoklipu i gier wideo. 
Program
- Konkurs Czarny Koń Filmu
- Konkurs Czarny Koń Wideoklipu
- Konkurs Czarny Koń Animacji
- Konkurs Czarny Koń Gier Wideo
- Retrospektywa: Derek Jarman
- Interaktywna wystawa gier wideo w lokalu Piąty Dom
- Pokaz filmu “Camper”, spotkanie z reżyserem Łukaszem Suchockim
- Pokaz filmu “My secret cyberlove”, spotkanie z reżyserem Bartoszem Stankiewiczem
- Sekcja dodatkowa “Rozbieg”: przegląd studenckich etiud filmowych we współpracy ze Szkołą Filmową im. Krzysztofa Kieślowskiego w Katowicach
- Sekcja dodatkowa “Body Language”: pokaz eksperymentalnych filmów krótkometrażowych oraz rozmowy z artystkami i artystami,
- Sekcja dodatkowa “Choked & Blind: Restart” - seans wideoklipów wybranych przez kuratora wydarzenia Macieja Gryzełko
- Sekcja dodatkowa “Klopsztanga: Filmowy Plan B” - seans animacji oraz wideoklipów wybranych przez kuratora wydarzenia Pawła Trzepizura
- Sekcja dodatkowa “Hekser z Hałdy” - dyskusja o łączeniu kultury lokalnej z nowoczesnymi mediami pod moderacją Marka Golonki i Artura Ganszyńca
- Koncert Black Box Music w wykonaniu Orkiestry Muzyki Nowej
- Koncert duetu LASY połączony z tanecznym performensem gdańskiego kolektywu tanecznego HERTZ HAUS

Pokazy poprzedzały oraz wieńczyły prelekcje i wywiady z gośćmi festiwalu. 
Goście
Na czternastej edycji Festiwalu gościło 59 gości specjalnych, m.in.: Héléna Klotz, Markku Hakala, Mari Kaki, Łukasz Suchocki, Bartosz Stankiewicz, Michał Walkiewicz, Asing Walthaus, Andrea Moeller, Kaja Szafrańska, Katarzyna Czajka-Kominiarczuk, Mateusz Demski, Łukasz Jurewicz, Gabriela Čížková, Chiara Zilioli, Raquel Salome Velasquez, Janne Wilockx, i wiele innych. 
Werdykt
Nagrody w czterech festiwalowych konkursach przyznała publiczność.
Konkurs Czarny Koń Filmu: Luke Gilford za film “National Anthem” (2023, USA)
Konkurs Czarny Koń Animacji: Arturs Voblikovs za “Anomaly” (2024, UK)
Konkurs Czarny Koń Gier Wideo: Rundisc za “Chants of Sennaar” (2023, Francja)
Konkurs Czarny Koń Wideoklipu: Kamil Wójcik i Cat Kaczmarek za “Legion” (2024, Polska)

## Ars Independent 2025
Piętnasta edycja festiwalu odbywać będzie się w Katowicach w dniach 7-12 października 2025 roku. 